# Ostersehlt
Ostersehlt ist ein Ortsteil der Gemeinde Colnrade in der Samtgemeinde Harpstedt im niedersächsischen Landkreis Oldenburg.

## Geografie und Verkehrsanbindung
Der Ort liegt östlich des Kernortes Colnrade nördlich der Kreisstraße 249.
Durch den Ort fließt der Holtorfer Bach, ein rechter Nebenfluss der Hunte, die westlich fließt.

## Politik
Auf kommunaler Ebene wird der Ortsteil Ostersehlt vom Gemeinderat aus Colnrade vertreten.